# Anna Karenina (filme de 1948)
Anna Karenina (prt/bra: Anna Karenina) é um filme britânico de 1948 dirigido por Julien Duvivier, baseado no romance homônimo de Leão Tolstói. A banda sonora foi composta por Constant Lambert.

## Sinopse
Em 1875, no império Russo, esposa de oficial envolve-se com um conde e abandona marido e filho.[carece de fontes?]

## Elenco
- Vivien Leigh … Anna Karenina
- Ralph Richardson … Alexei Karenin
- Kieron Moore … conde Vronsky
- Hugh Dempster … Stefan Oblonsky
- Mary Kerridge … Dolly Oblonsky
- Marie Lohr … princesa Scherbatsky
- Frank Tickle … príncipe Scherbatsky
- Sally Ann Howes … Kitty Scherbatsky
- Niall MacGinnis … Konstantin Levin
- Michael Gough … Nicholai
- Martita Hunt … princesa Betty Tversky
- Heather Thatcher … condessa Lydia Ivanova
- Helen Haye … condessa Vronsky
- Mary Martlew … princesa Nathalia
- Ruby Miller … condessa Meskov
- Austin Trevor … cel. Vronsky
- Ann South … princesa Sorokina
- John Longden … gen. Serpuhousky
- Gus Verney … príncipe Makhotin
- Leslie Bradley … Korsunsky
- Beckett Bould … Matvey
- Judith Nelmes … srta. Hull
- Valentina Murch … Annushka
- Therese Giehse … Marietta
- Michael Medwin … médico
- John Salew … advogado
- Patrick Skipwith … Sergei
- Gino Cervi … Enrico
- Jeremy Spenser … Giuseppe